# King's Quest
King's Quest je série počítačových her–adventur vydávaná americkou společností Sierra Entertainment v letech 1984 až 2016. V roce 1984 vyšel první díl série King's Quest I (s později přidaným podtitulem Quest for the Crown). Je považován za klasiku ze zlaté éry adventur.
Série má celkem 9 dílů, všechny kromě posledního z roku 2015 designovala Roberta Williams, spoluzakladatelka a spolumajitelka Sierry.
Děj se soustřeďuje na královskou rodinu z fiktivního království Daventry a mapuje její dvě generace v mnoha různých zemích, kde její hrdinové bojují proti různým padouchům jako např. černokněžníkům a čarodějnicím.

## Vydané hry
- 1984 King's Quest I: Quest for the Crown
- 1985 King's Quest II: Romancing the Throne
- 1986 King's Quest III: To Heir Is Human
- 1988 King's Quest IV: The Perils of Rosella
- 1990 King's Quest V: Absence Makes the Heart Go Yonder!
- 1992 King's Quest VI: Heir Today, Gone Tomorrow
- 1994 King's Quest VII: The Princeless Bride
- 1998 King's Quest VIII: Mask of Eternity
- 2015 King's Quest (2015)